# I ♥ U
《I ♥ U》(아이 러브 유)는 일본의 록 밴드 Mr.Children의 11번째 스튜디오 음반이다. 2005년 9월 21일 토이즈 팩토리를 통해 발매되었다.

## 발매
이전 음반 《시후쿠노오토》 이후 1년 반 만에 발매된 음반이다. 음반 제목인 'I Love U'의 'Love' 표기는 정확히는 하트 마크가 사용된다.
테마는 이전 음반과는 정반대로 〈죽음의 향기〉. 〈충동〉, 〈정열〉 등이다. 제작 초기 음반 제목은 《DOORS》였으나 어둡다는 이유로 《I ♥ U》로 변경되었다.
4곡 타이틀 싱글 〈요지겐 Four Dimensions〉 가운데 〈요이돈〉만 수록되지 않았으며 〈Sign〉의 커플링곡 〈妄想満月〉, 〈こんな風にひどく蒸し暑い日〉도 음반에 수록되지 않았다.
자켓은 신카이 이래로 아크릴 케이스가 포함되었다. 디자인은 원고지 위에 음반 제목이 적혀있으며 "♥"는 찌그러진 토마토로 표현되었다. 가사 카드는 곡에 관련된 그림 형태로 문자가 배열되어 있으나 〈쿠츠히모〉만 평범하게 실려있다.
사쿠라이 가즈토시는 음반에 대해 “좋다고 칭찬해주는 사람도 있으나 그다지 좋은 평판을 듣지 못한다” “나에게 있어 최고의 걸작이지만 생각보다 대중들에게 어필하지 못하였다”며 스가시카오에게 푸념하였다. 실제로 이전 및 이후 음반보다 판매량이 떨어졌으나 100만장을 넘게 판매하였다.
음반 발매 후에 Mr.Children은 자신들의 첫 일본 전국 5대 돔 투어 〈MR.CHILDREN DOME TOUR 2005 "I ♥ U"〉를 개최하였다.

## 수록곡
전체 작사·작곡: 사쿠라이 카즈토시
| #   | 제목                           | 재생 시간 |
| --- | ------------------------------ | --------- |
| 1.  | 〈Worlds end〉                 |           |
| 2.  | 〈Monster〉                    |           |
| 3.  | 〈미라이〉 (未来)              |           |
| 4.  | 〈보쿠라노 오토〉 (僕らの音)   |           |
| 5.  | 〈and I love you〉             |           |
| 6.  | 〈쿠츠히모〉 (靴ひも)          |           |
| 7.  | 〈CANDY〉                      |           |
| 8.  | 〈런닝 하이〉 (ランニングハイ) |           |
| 9.  | 〈Sign〉                       |           |
| 10. | 〈Door〉                       |           |
| 11. | 〈토베〉 (跳べ)                |           |
| 12. | 〈헤다타리〉 (隔たり)          |           |
| 13. | 〈센스이〉 (潜水)              |           |